# سیارک ۳۸۲۷۰
سیارک ۳۸۲۷۰ (به انگلیسی: 38270 Wettzell، نامگذاری:1999RJ35) سی و هشت هزار و دویست و هفتادمین سیارک کشف شده‌است که در ۱۱ سپتامبر ۱۹۹۹ کشف شد.